# Ryan Bayley
Ryan Neville Bayley OAM (ur. 9 marca 1982 w Perth) – australijski kolarz torowy, dwukrotny mistrz olimpijski oraz pięciokrotny medalista mistrzostw świata.

## Kariera
Pierwszy sukces w karierze Ryan Bayley osiągnął w 2000 roku, kiedy został mistrzem świata juniorów w sprincie, zarówno drużynowo jak i indywidualnie. Na mistrzostwach świata w Antwerpii w 2001 roku wywalczył złoty medal w keirinie, a wspólnie z Jobie Dajką i Seanem Eadie był drugi w sprincie drużynowym. W 2002 roku zdobył srebro w sprincie drużynowym na mistrzostwach świata w Kopenhadze, a podczas
igrzysk Wspólnoty Narodów w Manchesterze zwyciężył indywidualnie i drużynowo. Na igrzyskach olimpijskich w Atenach Bayley był najlepszy w sprincie indywidualnym, a wspólnie z Shane'em Kellym wygrał także w madisonie. W sprincie drużynowym Australijczycy zajęli czwarte miejsce, przegrywając walkę o brąz z Francuzami. Ponadto na mistrzostwach świata w Bordeaux w 2006 roku razem z Shane'em Perkinsem i Kellym zdobył brązowy medal w sprincie drużynowym. Wystąpił również na igrzyskach Wspólnoty Narodów w Melbourne w tym samym roku, zdobywając złoto w sprincie indywidualnym i keirinie oraz brąz w sprincie drużynowym. W 2008 roku wystąpił na igrzyskach olimpijskich Pekinie, gdzie zajął czwarte miejsce w sprincie drużynowym, jedenaste w indywidualnym, a rywalizację w keirinie ukończył na ósmej pozycji.
Jego młodsza siostra Kristine również uprawia kolarstwo.